# 소쩍궁 탐정
"소쩍궁 탐정"(Detective Sotseokung)은 한국에서 제작된 남기남 감독의 1990년 코미디, 액션 영화이다. 심형래 등이 주연으로 출연하였고 전왕규 등이 제작에 참여하였다.

## 출연

### 주연
- 심형래
- 주현정
- 민복기

### 조연
- 김의환
- 박승대
- 송윤주
- 김보경
- 김하림
- 박동룡
- 김기범
- 주상호
- 이석구
- 문미봉
- 장동일
- 정병용
- 황인조
- 정봉연
- 남진모
- 김민수

## 기타
- 촬영부: 이종영
- 촬영부: 허봉완
- 촬영부: 한학수
- 조명: 조길수
- 조명부: 이주생
- 조명부: 이성우
- 조명부: 추인식
- 조명부: 김경선
- 조감독: 김동준
- 조감독: 송윤섭
- 조감독: 김현미
- 녹음: 김병일
- 현상: 세방현상소
- 효과: 이성근